# 좀비 아미 4: 데드 워
《좀비 아미 4: 데드 워》(Zombie Army 4: Dead War)는 리벨리온 디밸롭먼츠가 개발하고 배급한 3인칭 비디오 게임이다. 스나이퍼 엘리트 시리즈의 스핀오프인 2015년 컴필레이션 게임 좀비 아미 트릴로지의 시퀄이다. 2020년 2월 4일에 플레이스테이션 4, 엑스박스 원, 마이크로소프트 윈도우용으로 출시되었다.

## 게임플레이와 줄거리
좀비 아미 4: 데드 워는 3인칭 슈팅 비디오 게임이다. 이 게임의 배경은 1946년으로, 아돌프 히틀러가 저항군에게 패배한지 1년 뒤이다.

## 개발
이 게임은 리벨리온 디밸롭먼츠에 의해 개발되었다.

## 평가
가중 산술 평균을 사용하는 메타크리틱은 플레이스테이션 4 버전 기준으로 30명의 비평가들을 기반으로 100점 만점 중 71점의 평균적인 평가를 주었으며 엑스박스 원 버전 기준으로는 15명의 비평가들을 기반으로 100점 만점 중 77점의 "대체적으로 호의로운 평가"를 주었다.
PC 게이머의 기자 알렉스 스펜서는 "특히 친구들과 하기에는 매우 기교가 좋은 슈팅 게임이다. 두뇌를 그리 많이 쓸 것이라 예상하지 말 것."이라고 언급했다. 게이밍 트렌드의 코디 스펜스는 "좀비 아미 프랜차이즈를 과거에 경험하지 않았더라도 좀비 아미 4: 데드 워는 믿을 수 없을 정도로 재밌는 좀비 슈팅 게임이다"라고 언급하였다.